# Verrucaria botellispora
Verrucaria botellispora är en lavart som beskrevs av Breuss. Verrucaria botellispora ingår i släktet Verrucaria och familjen Verrucariaceae.   Inga underarter finns listade i Catalogue of Life.